# Ange Pitou
Ange Pitou  ist der dritte Teil der vierbändigen Romanreihe Memoiren eines Arztes des französischen Erfolgsautors Alexandre Dumas (1802–1870), zu der auch Joseph Balsamo, Das Halsband der Königin und Die Gräfin von Charny gehören, die Dumas, beginnend mit Joseph Balsamo, zwischen 1846 und 1855 in den Feuilletons der Pariser Zeitung La Presse veröffentlichte.

## Inhalt
Dumas führt den Leser zu Beginn des Romans in seinen Geburtsort Villers-Cotterêts, wo dieser die Bekanntschaft eines proletarischen jungen Mannes namens Ange Pitou macht, der in seinen Vorlieben für die freie Natur, der verbotenen Fallenstellerei und seinen Schwierigkeiten mit der lateinischen Sprache dem jungen Dumas nicht unähnlich ist. In einem köstlichen Streitgespräch mit dem ultra-royalistischen Abbé Fortier, welches den Autor als Dramatiker auszeichnet, der Schule des Ortes verwiesen und von seiner Tante Angélique, einer geizigen alten Jungfer, verstoßen, hilft dem jungen Ange ein ums andere Mal der Zufall.
Er kommt mit Hilfe der jungen Catherine, deren Freund und Vertrauter er wird, als Buchführer zu dem Bauern Billot, dem Vater Katherines.
An dieser Stelle nun setzt die Fähigkeit Dumas’ zur Vernetzung seiner Handlungsstränge an: Billot ist der Pächter eines gewissen Dr. Honoré Gilbert, Ehrenbürger Philadelphias. Der Leser der „Memoiren eines Arztes“ kennt allerdings bisher nur den „kleinen Gilbert“, Milchbruder Andrées und Schüler von Jean-Jacques Rousseau, der am Ende des Romans „Joseph Balsamo“ auf den Azoren von Philippe erschossen wurde. Was in „das Halsband der Königin“ zu mutmaßen war, bestätigt sich nun. Gilbert ist nicht tot, sondern auf mysteriöse Weise gerettet und zum Lehrling Giuseppe Balsamos geworden und nun ein seriöser etwas unterkühlter Herr Doktor, bekannt mit George Washington und anderen geachteten Persönlichkeiten.
Durch einen der berüchtigten Lettre de Cachet des Königs ist Gilbert verhaftet und in der Bastille inhaftiert worden: in der Bastille, dem menschenfressenden Ungeheuer, dem Siegel des Feudalismus auf der Stirn der Pariser, dem Gefängnis par excellence. Als Billot dies erfährt, zieht er nach Paris. Ange begleitet ihn. Sie gelangen am 13. Juli 1789 in der Hauptstadt an und sind neben den historischen Persönlichkeiten Gouchon, Maillard und Marat diejenigen, die die Bastille in vorderster Reihe erstürmen (Sturm auf die Bastille), um den Dr. Gilbert zu befreien. Und während in Frankreich die Revolution tobt, die Balsamo, alias Cagliostro – Dumas gelingt es gar plausibel darzustellen, warum dieser nicht, wie historisch überliefert, zu dieser Zeit in Rom in Untersuchungshaft sitzt –, immer noch als Führer der Freimaurer leitet, kehrt Ange mit vor Stolz geschwellter Brust nach Villers-Cotterêts zurück, um dort eine Nationalgarde nach Pariser Vorbild zu formieren, der es indes an Waffen mangelt.
„Der fünfte bekommt die Pike“, erklärt Ange seinen Männern daraufhin kurzentschlossen. „In Paris ist es auch so, auf vier Leut mit Flinte kommt immer einer mit Pike. Piken sind sehr praktisch, man benutzt sie, um Köpfe darauf zu stecken.“
Bei allen findet er Anerkennung, nur nicht bei der Jungfer Catherine, zu der er sich mehr und mehr in naiver Liebe hingezogen fühlt. Doch Catherine hat ihr Herz bereits an den Chevalier Isidore von Charny verschenkt, der fürwahr wesentlich galanter und auch eleganter ist als der gutherzige, aber etwas plumpe Pitou. In einer dramatischen Szene teilt Isidore seiner Catherine mit, dass er von seinem Bruder, dem Leser der vorangegangenen Bände schon wohl bekannten Olivier de Charny, nach Paris gerufen wurde ... da bricht der Roman plötzlich ab und dem Leser wird durch ein „FINIS“ mitgeteilt, dass die Romantrilogie hiermit beendet sei.
Trotzdem fanden Die Memoiren eines Arztes in Die Gräfin von Charny ihre Fortsetzung.